# ملاقي الاودية (وشحة)

تعديل مصدري - تعديل

ملاقي الاودية هي إحدى قرى عزلة ضاعن بمديرية وشحة التابعة لمحافظة حجة، بلغ تعداد سكانها 30 نسمة حسب تعداد اليمن لعام 2004.